# نزلة عيسى
نزلة عيسى  قرية من قرى الضفة الغربية في محافظة طولكرم، ومن القرى التي وقعت في حرب 1967.
تقع في ظاهر باقة الغربية الشرقي وترتفع 75 م عن سطح البحر وتبلغ مساحة أراضيها 2,030 دونما تحيط بها أراضي افراسين وقفين وباقة الشرقية الغربية.
كما قامت قوات الاحتلال ببناء جدار الفصل العنصري ومنع الناس عن ارزاقهم وهدم محلاتهم التجارية ومصادرة آلاف الدونمات من الأراضي المزروعة بالزيتون.

## موقع القرية وخصائصها
تقع قرية نزلة عيسى شمال شرقي مدينة طولكرم حيث تبعد عنها مسافة 15 كم، ويحدها من الغرب بلدة باقة الغربية ومن الشرق بلدة باقة الشرقية، وتنسب قرية نزلة عيسى إلى عيسى المعسف الذي قدم إلى هذه المنطقة من بلدة كفر راعي في القرن السابع عشر حيث تنحدر معظم عائلات البلدة منه.

## السكان
قدر عدد سكانها عام 1922 حوالي 203 نسمة وفي عام 1945 (380) نسمة، أما عام 1997 فقد بلغ عدد سكانها (1868) نسمة، وفي عام 2007 وصل تعداد السكان إلى 3,000، أما في عام 2017 فقد تم تقدير العدد ب 4,000 نسمة.

### عائلات البلدة
ترجع اصول معظم عائلات البلدة إلى حمولة واحدة حيث تعود باصلها إلى عيسى المعسف مؤسس البلدة، وتقسم إلى:
1) الحارة الغربية، وتضم عائلات: سليمان، عبد الرحمن، قاسم، حسن، عبد العزيز (صلاح)، مسعود، أسعد «العبد القادر». وهذه العائلات السبعة المذكورة هي عبارة عن سبعة اخوة يشكلون العائلات الأساسية في الحارة الغربية إضافة إلى بقية العائلات التي تعد أبناء عمومتهم وأنسبائهم وهي: يونس،شحادة (عبد الحسين)، شوارب.
2)الحارة الشرقية، وتضم عائلات: داوود، حاج أحمد، صوالحة، أسعد«الإبراهيم».
3) علوش (العلايشة)، وتضم عائلات: بابية، يوسف، ياسين، خليل، داهود، صادق.
4) يونس «والتي تعد جزءاً من الحارة الغربية» وتقسم إلى عائلات: عبد الخالق، باشا، خضر.
وهذه العائلات هي التي تنحدر من أصل عيسى المعسف مؤسس البلدة، إضافة لعائلات أخرى قدمت على البلدة لاحقا هي: زبن (وتنقسم على قسمين: زبن الغرابة، وزبن الشراقة)، الفار، قعية، خليل (أبوالنجيب)، عبد الله (جبر). وأيضا هناك العائلات التي قدمت إلى البلدة خلال حرب 48 وتشكل حوالي عشر سكان البلدة وهي: مرعي، غنايم، ديك، أبو مخ، عمار، شعلان، عويس.

## المؤسسات والمرافق في البلدة

### المساجد
يوجد في البلدة أربعة مساجد تتوزع في جميع جهاتها، مسجدان تم تأسيسهما في الاعوام الأخيرة من 2009-2011 (مسجد السيدة عائشة -رضي الله عنها-) و (مسجد عمر بن الخطاب -رضي الله عنه-) ومسجد البلدة الكبير (مسجد صلاح الدين الأيوبي) الذي تأسس عم 1997 الذي يُقدم به دورات وعظ وتحفيظ للشباب والكبار في شهر رمضان المبارك وغيره من الشهور يقدمها فضيلة الشيخ مجدي تيسير سليمان، والمسجد القديم (مسجد أبي بكر الصديق -رضي الله عنه-) الذي تم تأسيسه منذ عقود طويلة من قبل أجداد البلدة.

### المدارس
يوجد في نزلة عيسى ثلاثة مدارس مدرسة ثانوية للإناث ومدرسة اساسية للذكور ومدرسة ثانوية للذكور تم افتتاحها في بداية العام 2017 وهي مدرسة مبنية على النمط الحديث وتحصل على الكهرباء اللازمة لتشغيلها من وحدات خلايا شمسية تقوم بتزويد المدرسة وجزء من البلدة بالكهرباء، حيث كانت المدرسة الأساسية سابقا مدرسة أساسية وثانوية للذكور حيث تم الانتهاء من تأسيسها في عام 1951، كما تحتوي البلدة على روضتان للأطفال.

### المراكز الصحية
يوجد في نزلة عيسى مركز صحي واحد يقوم بتقديم الخدمات الطبيات لأهالي البلدة ويقع بالقرب من مدرسة بنات نزلة عيسى الثانوية، كما يوجد بها صيدلية خاصة تقوم بتوفير الأدوية العلاجية لأهالي البلدة.

### المياه والكهرباء
يحصل سكان نزلة عيسى على المياه عن طريق بئر ارتوازية تقع في مدخل البلد وتوجد في البلدة خزان مياه حديث وآخر قديم تم تعطيله عن العمل كما توجد بها شبكة لتوزيع المياه تنتشر في جميع أنحاء البلدة، وتقوم البلدة بتصريف المياه العادمة بالاعتماد على الحفر الامتصاصية حيث لا يوجد بها حالياً شبكة للصرف الصحي.
وتعتمد البلدة في الحصول على الكهرباء اللازمة لها على شبكة الكهرباء في الأراضي المحتلة ويتم تزويدها بشكل جزئي بالكهرباء من خلايا الطاقة الشمسية الموجودة في مدرسة الذكور الثانوية.

### الرياضة
يوجد في نزلة عيسى نادي رياضي تم تأسيسه مؤخراً بجهود شبابية من قبل أبناء نزلة عيسى، كما تم تأسيس ملعب رياضي خاص بالبلدة في الآونة الأخيرة (ملعب القدس) بفضل جهود أهالي البلدة.. كما تحوي أيضاً على صالة خاصة بالنادي يتم بها تقديم دورات قتالية للكبار والصغار ودورات أخرى نسائية.

## اقتصاد البلدة
كان يقوم اقتصاد البلدة في السابق على السوق الموجودة على الشارع الرئيسي في البلدة حيث كانت تعد أكبر سوق تجارية في منطقة الشمال ولكن بعد ان تم وضع جدار الفصل العنصري أدى ذلك إلى خنق البلدة اقتصاديا وتعطيل سوقها كما قامت القوات الصهيونية بهدم المحلات التجارية في السوق المذكور وهدم عدة بيوت سكنية في البلدة، أما حاليا فيعيش سكان البلدة من خلال الوظائف الحكومية والمهن الخاصة وبشكل أكبر من خلال العمل في الأراضي المحتلة.
ويوجد في البلدة عدة محلات تجارية موزعة في جميع أنحاء البلدة، كما يوجد بها عدة مصانع للمواد الغذائية والورقية والبلاستيكية ولتشكيل الألمنيوم وتعبئة المياه وغيرها، ويوجد بها مقهيان وعدة محلات للملابس.